# Forst (Fernsehserie)
Forst ist eine polnische Krimiserie, die am 11. Januar 2024 weltweit auf Netflix veröffentlicht wurde. Die Serie basiert auf der Romanreihe von Remigiusz Mróz.

## Inhalt
In der malerischen, aber düsteren Kulisse der polnischen Tatra wird die Leiche eines verhassten Professors auf einem Gipfelkreuz entdeckt. Der zynische Ermittler Wiktor Forst, bekannt für seine unkonventionellen Methoden, wird mit dem Fall betraut. Als weitere grausam inszenierte Morde folgen, wird Forst wegen seiner eigenwilligen Vorgehensweise vom Dienst suspendiert. Dennoch setzt er die Ermittlungen auf eigene Faust fort und erhält Unterstützung von der Journalistin Olga Szrebska. Gemeinsam stoßen sie auf die Spur eines Serienmörders, der als "Bestie vom Giewont" bekannt ist.

## Besetzung und Synchronisation
Die deutschsprachige Synchronisation entstand nach dem Dialogbuch von Yvonne Prieditis und Claudia Koloszar-Koo sowie unter der Dialogregie von Frank Muth durch die Synchronfirma Iyuno Germany GmbH.
| Rolle                  | Schauspieler         | Synchronsprecher  |
| ---------------------- | -------------------- | ----------------- |
| Det. Wiktor Forst      | Borys Szyc           | Thomas Schmuckert |
| Agata Osica            | Aleksandra Grabowska | Patrizia Carlucci |
| Anna Hansen            | Pola Wichłacz        | Milena Rybiczka   |
| Dominika Wadryś Hansen | Kamilla Baar         | Franziska Endres  |
| Edmund Osica           | Andrzej Bienias      | Viktor Neumann    |
| Frantiska              | Magdalena Dębicka    | Runa Aléon        |

## Produktion
Die Dreharbeiten begannen Oktober 2022 in Zakopane, Nowy Targ, Warschau und in der Slowakei. Ein erster Teaser zur Serie wurde am 29. November 2023 veröffentlicht, gefolgt von einem offiziellen Trailer am 19. Dezember 2023. Regie führten Daniel Jaroszek und Leszek Dawid. Die Drehbücher schrieben Agata Malesińska, Jacek Markiewicz und Marcin Cecko. Die  Produzenten waren Marta Barańska, Borys Szyc und Tomasz Morawski. Die Serie umfasst eine Staffel mit sechs Episoden und ist seit dem 11. Januar 2024 auf Netflix verfügbar.